# جم (خواننده)
جم (به انگلیسی: Jem) متولد ۱۸ ژوئن ۱۹۷۵ شهر پنارت ویلز با نام اصلی جما گریفیتز (به انگلیسی: Jemma Griffiths) خواننده/آهنگساز اهل ولز است.
اولین آلبوم استودیویی جم با نام بالاخره بیدار شد (۲۰۰۴) با موفقیت زیادی مواجه شد و باعث شهرت او فراتر از مرزهای کشورش شد. این آلبوم باعث شد جِم در آن سال موفق‌ترین خوانندهٔ زن بریتانیایی در ایالات متحدهٔ آمریکا باشد. پس از آن بود که برخی منتقدان موسیقی از او با عنوان «دایدوی بعدی» نام بردند.
موسیقی زمینهٔ تبلیغ فیلم آلتراوایولت به کارگردانی کرت ویمر و بازی میلا یوویچ آهنگی با تم راک و با عنوان «۲۴» نوشتهٔ جم می‌باشد. این آهنگ در مجموعهٔ تلویزیونی لاس وگاس هم بکار رفته‌است. دیگر آهنگ وی با عنوان «Amazing Life» در تبلیغ خودروی لگزس ئی‌اس ۳۵۰ شنیده می‌شود.